# Икономика на Велико Търново
Велико Търново е един от основните икономически центрове в България. Градът е икономически център на едноименната област. Характеризира се с ниска безработица, добре развит транспорт и предприятиея съсредоточени в леката и електротехническа промишеност. Икономиката е структурирана в следните сектори: „Търговия и ремонтни дейности“ с дял 38,03%, „Преработваща промишленост“ с 33,05% и „Транспорт, съобщения и електро- и газоразпределение“. Стопанисваните земи в областта са 2 997 084 дка, от които 2,6 млн. дка представляват обработваеми площи, а това съставлява 5,5% от обработваемата земя на страната. Брутната добавена стойност (БДС) в секторите аграрен, индустрия и услуги са следните: 146, 520, 1099.

## Първичен сектор

### Земеделие
Земите в землището на града са богати на почвени ресурси. Край града съществуват горски масиви, които благоприятстват за развитието на флората и фауната. В началото на века в местностите край града – „Качица“, „Мармарлия“ и „Козлуджа“ е имало овощни градини. За това са благоприятствали както речните басейни – Янтра и Дряновска река, така и изворната вода от местостите и построените за целта чешми. Пчеларството също било развито по тези места и местностите около манастирите. Земите около града, не са толкова благоприятни за обработка на пшеница както съседните селища – Горна Оряховица, Лясковец, Леденик и Беляковец. Животновъдството е било развито до 50-те години на XX век в селата, сега квартали – Марино поле, Чолаковци и архитектурния резерват – Арбанаси. В земите около Южната промишлена зона, заедно със земите северно от Дебелец, се е отглеждал хмел. Животновъдство се е развивало в периферията на града от началото на XX век, до средата му. В Търново през 1945 година се учредява Пчеларско дружество „Пчела“. През 1971 година градът става център на Аграро-промишлен комплекс, който по-късно става част от ПАК – Горна Оряховица.

### Полезни изкопаеми
Основнaта кариера  за  камъни за строителен материал и варовик е видима южно след моста  на магистрала София-Варна над пътя Истанбул-Букурещ  . Река Янтра е била използвана за добиване на строителен пясък.

## Вторичен сектор

### Енергетика
През 1915 година в Търново се основава дружество „Светлина“, от братя Георгиеви. Създават се водна електроцентрала край близкото село Леденик и дизелова електроцентрала. Градът е електрифициран до 1935 година.
Край Велико Търново е построена малка водно електрическа централа – МВЕЦ„Сини Вир“, с мощност от 0,28 MW. В близост до него се намира и МВЕЦ „Леденик“. В града има изградени фотоволтаични мощности над 50kW на обществени и индустриални сгради. Градът основно се захранва от 220kV пръстен и получава резервно захранване от ТЕЦ „Горна Оряховица“ с мощност 12MW, ФЕЦ „Самоводене“ с мощност 1MW. В града са разположени 5 подстанции, преобразуващи електрическата енергия от високо напрежение в средно напрежение.

### Индустрия
През Възраждането и първите години след Освобождението на България, в града съществуват десетина средни и малки фабрики. Градът през тези години остава предимно занаятчийски. В края на XIX век една от най-големите фабрики е била тази на Стефан Карагьозов за брашна и спирт, основана през 1886. Повечето фабрики в края на този век са били с персонал от 5 до 20 работници. Имало е и няколко фабрики с работници между 20 и 50 души. Единствено над 3 фабрики имат работещи над 100 души. В Търново се основава и първата фабрика за шевни конци – „Трапезица“. След 30-те години и в началото на социалистическия период нещата се променят. В града се открива Радиозавод за производство на радио и телевизионни приемници, усилватели и антени. Работещите в него достигат 6000 души през 1989 – та година. Създават се още Завод за запаметяващи устройства за производство на цифрови системи – работещи над 2000 души (1989) и Елмот – за производство на електротефери и еектродвигатели – работещи над 1000 души (1990). Компанията Тремол е съсредоточена произовдство и асемблиране на електронна техника и софтуер.
Екстрапак ООД е производител на текстилни и полиетиленови рекламни чанти и опаковки, както и нетъкан текстил. Мегапорт е с основна дейност производство на полиетиленови торбички и чували, както и рециклиране на полиетилен.
Един от най-добре развитите отрасли е хранително-вкусовият. Хлебозаводът в града се намира в местността „Дълга лъка“. Едни от най-големите предприятия за захарни изделия се намират в града. Това са фирма „Престиж 96“, „Кармела 2000“ и „Захарни изделия – Варна“. В населеното място има и изграден месокомбинат и предприятие в областта на млекопреработването. Винпром „Велико Търново“ е специализиран в производството на оцет, високо алкохолни напитки и ликьори. В града се намират и две пивоварни – „Болярка ВТ“ (най-голямата в България пивоварна с български капитал) и „Бритос“.

### Търговия
Градът е бил най-важният търговски център по време на Втората Българска държава. През вековете на османската власт постепенно губи позиции като водещ търговски център на страната. В града са се намирали т. нар. „Златарска чаршия“, земеделските пазари „Самоводски“ (по-късно Самоводска чаршия) и „Маринополския“, „Стария пазар“, намиращ се на мястото на бившвите хали, площад „Бъджарлък“. Т.нар. „Централен пазар“ става център на търговията от началото на 50-те години на XX век с над 150 търговски обекта. През 80-те и 90-те години, се откриват по-малки кооперативни пазари в кварталите „Бузлуджа“, „Чолаковци“ и „Картала“. През 1985 г. се построява градския универсален магазин – ГУМ, по-късно търговски център „Европа“. През 1992 г. се открива първият супермаркет. През 2006 година в Търново е открит първия извънстоличен мол с площ над 2000 кв.м.

## Най – големи производствени предприятия
|    | Компании до 1946                                     | Приходи (хил. лв.) | Персонал |
| 1. | Акционерно дружество „Филтис“ за коприна             | –                  | 200      |
| 2. | Акционерно дружество „Св. Троица“ за текстил         | –                  | 190      |
| 3. | Командитно дружество „Никола Хаджи Славчев“ за бира  | –                  | 130      |
| 4. | Акционерно дружество „Трапезица“ за конци            | –                  | 70       |
| 5. | Акционерно дружество „Злати Златев и синове“ за кече | –                  | 60       |

|    | Компании преди 1989              | Приходи (хил. лв.) (1987) | Персонал |
| 1. | Радиозавод Велико Търново        | 232 000                   | 6090     |
| 2. | Завод за запаметяващи устройства | 270 000                   | 2016     |
| 3. | Завод за електротелфери          | 80 000                    | 1040     |
| 4. | Комбинат „Васил Мавриков“        | 60 000                    | 900      |
| 5. | Пивоварен завод Балкан           | 60 000                    | – 900    |
| 6. | Мебелна фабрика „Победа“         | –                         | 600      |
| 7. | Военен завод                     | 70 000                    | 600      |

|     | Компании след 1989 | Приходи (хил. лв.) | Персонал |
| 1.  | „Екстрапак“        | 70 000             | 690      |
| 2.  | „Престиж-96“ АД    | 74 000             | 619      |
| 3.  | „Мегапорт“         | 46 000             | 200      |
| 4.  | „Елит мес“         | 24 600             | 193      |
| 5.  | “Тремол“ ООД       | 23 000             | – 270    |
| 6.  | „Елмот“            | 17 000             | 8,9      |
| 7.  | „Лактима“          | 14 746             | 144      |
| 8.  | „Кармела 2000“     | 14 653             | 159      |
| 9.  | „Боярка ВТ“        | 15 877             | 161      |
| 10. | „Дени“             | 12 000             | 86       |

## Третичен сектор

### Транспорт и инфраструктура

#### Инфраструктура
Градът е свързан в европейските пътища Е772 и Е85. Строителството на останалите отсечки на автомагистрала „Хемус“ София – Велико Търново – Варна се очакваше да започне през 2014 г. Пътен възел Запад е построен в края на 1970-те години. През него се пресичат пътя София – Варна и път от Военното училище до южната част на новия град и Дебелец. През 2000 година е построен Пътен възел Юг, на който се пресичат пътищата София – Варна и Русе – Стара Загора.

#### Железопътен транспорт
Първият влак в града пристига през 1901 година и е тържествено посрещнат. Над река Янтра са издигнати два железопътни моста. Във Велико Търново има три гари: Централна, Трапезица и Товарна.
През Велико Търново минава ЖП линията Русе – Стара Загора. Има редовни влакове за Горна Оряховица, Русе, Плевен, София, Варна, Стара Загора, Пловдив, Бургас и Свищов.
Схемата на градския транспорт е добре развита, обслужва се от 12 градски и 17 полуградски линии.

#### Автомобилен транспорт
Градския транспорт в града се обслужва от 12 градски линии и 10 междуградски, които свързват града с околните градове и села.
В града има 2 автогари – автогара Юг (построена през 1960-те години), намираща се на бул. „Христо Ботев“, и автогара Запад (построена 1980-те) на бул. „Никола Габровски“.

#### Тролейбусен транспорт
Тролейбусните линии са построени в периода 1990 – 1991 година. Същата година са пуснати в експлоатация и първите тролейбуси по двете линии. Поради строежа на пътен възел Качица част от мрежата е демонтирана. Години по-късно се взема решение за преустановяване на дейността на превозните средства.

### Туризъм
Велико Търново е град с развит културен, конгресен, вининено – кулинарен туризъм. Обявен е за балканска столица на културния туризъм и няколко пъти е носител на приза „Най-красив град“. Старата част на града, е обявена за исторически резерват, заедно с Арбанаси. В града се намират над 117 хотела, с обща леглова база над 5000. В града се провеждат редица научни, професионални и културни конференции. Екотуризмът също е добре развит, като в търновските околности има 5 екопътеки. Защитените територии около града са над 200 хектара.
| Година       | 2012    | 2015    | 2017    | 2018    | 2019      |
| ------------ | ------- | ------- | ------- | ------- | --------- |
| Брой туристи | 130 000 | 180 000 | 500 000 | 780 000 | 1 100 000 |